# تاج‌الدین شاه شاهان
تاج الدین ابوالفتح شاه شاهان فرزند «شاه مسعود شحنه» و نهمین شاه از سلسله ملوک مهربانی بود و ملک تاج الدین از دودمان اصلی خاندان مهربانی نبود؛ بلکه او به امر امیر تیمور به حکمرانی نیمروز برگزیده شد.اما در کتاب شجره الملوک صفحه ۱۳۰ این مطلب که شاه شاهان یکی از اعضای ملوک سیستان نبود رد می شود،متن عینا تقدیم می گردد: 
هر ان کس که در سیستان بُد سران ، به فرمان سالار صاحب قران (تیمور) ، ببردند یکسر به مُلک فراه ، در آن شهر بودند تا چند گاه، به زابلستان شاه شاهان امیر ، شد از امر سلطان صاحب سریر ، که ان نیز از آل یعقوب بود ، به اطوار و کردار مرغوب بود.
(شجره الملوک ص ۱۳۰) (ظفرنامه ،شرف الدین علی یزدی ،جلد یک به کوشش محمد ولی عباسی،ص ۲۶۹،تهران سال۱۳۳۶)

## حمله امیر تیمور گورکان به خراسان و دیدار با شاه شاهان
چون مدت یکسال از مدت جلوس قطب الدین گذشت، امیر تیمور گورکان به خراسان آمد و خراسان را فتح کرد و به سیستان کسی را فرستاد و ملک قطب الدین را پرسش نمود و وعده کرد که سال دیگر به سیستان می آئیم و او را به حکومت سیستان به استقلال می‌نشانیم و یک کس از اقوام او با خود به عراق می‌بریم. اکنون یک نفر از اقوام خود نزد ما بفرست. ملک قطب الدین ایلچی امیر بزرگ (امیر تیمور) را تعظیم و تبجیل نمود و انعامات کلی نموده و بازگردانید و شاه شاهان را با تحف و هدایا به خدمت اعلی فرستاد. امیر تیمور، مقدم شاه شاهان را گرامی داشته، نوازش بسیار نمود و به جانب سیستان مرخص نمود و مقرر کرد که سال دیگر و آینده به سیستان خواهم آمد. سال بعد چون شاه شاهان به سیستان رسید، امیر تیمور نیز ساز رفتن به سیستان نمود، با لشکری از حیز شمار افزون به سیستان آمد و در سال ۷۸۵ ه. ق به در شهر نزول نمود. ملک قطب الدین شرط اطاعت به جای نیاورد. تا کار به محاصره کشیده و در ماه رمضان همین سال، سیستان محاصره شد و از طرفین آتش جنگ بالا گرفت. مدت یک ماه سخن از دم شمشیر و پیام به زبان تیر بود. در شوال از جنگ و جدال کار به حسن مقال کشید و از طرفین به صلح راضی شدند. امیر بزرگ، سید رضی الدین ترمذی را به نصیحت ملک بفرستاد و سید شرط نصیحت به جای آورد. ملک، اقضی القضات قاضی سابق حرب را به اتفاق سید رضی الدین به خدمت امیر فرستاد. چون قاضی از خدمت امیر تیمور به قلعه آمد، روز دیگر اکثر اعیان و اشراف سیستان را نزد امیر بزرگ فرستاد. امیر نوازش آن مردم کرده، جمله را بازگردانید و طلب ملک و شاه شاهان نمود.

## حمله امیر تیمور به سیستان
دیگر روز ملک قطب الدین و شاه شاهان به خدمت امیر رفتند. امیر، شاه قطب الدین را محبوس کرد. چون سیستانیان [این] اوضاع مشاهده کردند چهل هزار مرد نامی باهم عهد کردند که سحری به اردوی امیر تیمور حمله آورند؛ و به هیئت مجموعی بیرون آمده آن روز جنگی شد که حکایت رستم و افراسیاب و اسفندیار منسوخ شد. بالاخره لشکر ترک به ستوه آمده، امیر تیمور خود سوار شده از اطراف و جوانب لشکر پیاده سیستان را در میان گرفتند. در آن گیرودار تیری بر پای امیر تیمور خورد و پایش لنگ شد. از بسیاری لشکر آن چهل هزار مرد دو فرقه شدند و جنگ می‌کردند تا جملگی درجه شهادت یافتند و هنوز از آن رزمگاه بر در شهر خرابه سیستان دو تل استخوان آن دو فرقه برهم ریخته است. (منظور، سال نگارش احیا الملوک است) روز دیگر مردم سیستان به آرایش برج و بارو بیشتر از پیشتر ساعی شده در مقام نزاع درآمدند. امیر تیمور، شاه شاهان را نزد خود طلبیده حکومت سیستان را به او وعده کرده مواعید و عهود نموده و به او قرار داد که مردم را از جنگ منع کند. شاه شاهان به کنار خندق قلعه آمد، زبان به نصیحت اهل سیستان گشوده، مواعید امیر را به ایشان شرح و ایشان را از جنگ منع کرد؛ و مردم را فوج فوج بیرون می‌آورد که لشکر جغتای از اطراف و جوانب شهر درآمده آغاز قتل و غارت و اسر کردند. سه روز در آن شهر قیامت آشکارا بود. چندان کشته در کوچه‌های شهر افتاده بود که ممر سوار دشوار بود. ذخایر و دفاین که از زمان ملوک عجم اندوخته بودند به تاراج رفت. لشکر توران، کینه رستم از سیستانیان خواستند. اطفال را بر زمین می‌زدند و اسب بر آن می‌تاختند.

## آغاز حکومت شاه شاهان
امیر بزرگ (امیر تیمور)، امیر سیف الدین که از اعیان دولت بود با سی هزار سوار به سیستان فرستاد و شاه ابو الفتح و جلال الدین را در سرابان کشتند و غیاث الدین به بم کرمان رفت و از آنجا به هندوستان گریخت. دیگر کسی از شاه محمودیان که نتایج «رکن الدین محمود بن ملک معظم نصیر الحق و الدین» باشد در سیستان و توابع نماند و بعد از سه سال که ملک قطب الدین در بند بود امیر تیمور او را کشت؛ در نتیجه بیشتر مدعیان سلطنت از دودمان ملک شمس الدین از میان رفتند. شاه شاهان، نزد امیر بزرگ احترام فراوان داشت و پیوسته در اردوی معلی به سر می‌برد.

## بازگشت شاه شاهان به نیمروز
شاه شاهان در سال ۷۸۸ ه. ق از اردوی صاحبقران (امیر تیمور) با طبل و علم و آل طمغا که فرمان سلطنت او بود به سیستان آمد و شهر خراب را از جسد کشتگان پاک ساخت. بنای جمعیت و آبادانی نهاد و مردم متفرق را جمع کرد و بندهای بایر را به بست و سیستان مزروع شد. از اقارب و خویشان که معین و مددکار باشند جز اولاد شاهزاده کسی نبود. دختران خود به پسران او داد و دختر شاه علی بن شاهزاده را خواستگاری نمود. پس از اندک فرصتی از دختر شاه شاهان، شاه شمس الدین علی بن شاهزاده صاحب پسری شد که او را ملک قطب الدین نام گذاری کردند.

## وفات شاه شاهان
هرگاه شاه شاهان به اردوی همایون می رفت و ملک شمس الدین در حیات بود، کلیه امور سیستان و جانشینی، به او تعلق می‌داشت و پس از فوت شاه شمس الدین علی، ملک قطب الدین محمد به نیابت شاه شاهان امور سیستان را اداره می کرد. در سال ۸۰۴ ه. ق که امیر بزرگ به جانب روم رفت. شاه شاهان، ملک قطب الدین را با خود برد، در اثنای مراجعت امیر تیمور از آن مرز و بوم، شاه شاهان در ماه شعبان سال ۸۰۵ ه.ق رحلت نمود. هنگامی که شاه شاهان از جهان رخت برد، جهان داشتن نوجوان(ملک قطب الدین سوم) را سپرد. چون ملک قطب از لوازم عزا فارغ شد، امیر تیمور او را پیش خود خواند و اعزاز و اکرام بسیار نمود و ایالت سیستان را از حدود سند تا حدود هرات و از قندهار تا سرحد کرمان و تمامی سیورغالات شاه شاهان را به او تفویض فرمود و خلعتهای گرانمایه از کمر و شمشیر و طبل و علم و کوس و گورکه و کرنای زرین که خاص خاقان بود به او داد و رخصت سیستان داد. مدت حکومت شاه شاهان هفده سال و مدت عمرش پنجاه و چهار سال بود.